# Банасар
Банасар (перс. باناصر) — село в Ірані, у дегестані Хушабар, у Центральному бахші, шагрестані Резваншагр остану Ґілян. За даними перепису 2006 року, його населення становило 33 особи, що проживали у складі 8 сімей.